# Jatropheae
Jatropheae es una tribu de la subfamilia Crotonoideae, perteneciente a la familia Euphorbiaceae. Comprende 8 géneros.

## Géneros
- Annesijoa
- Deutzianthus
- Jatropha
- Joannesia
- Leeuwenbergia
- Loerzingia
- Oligoceras
- Vaupesia